# Quarto di dollaro (dollaro statunitense)
Un quarto di dollaro (quarter dollar, che nel linguaggio comune viene abbreviato quarter) è una moneta che ha un valore di pari ad ¼ di dollaro degli Stati Uniti, equivalente a 25 cent. Il quarto viene prodotto sin dal 1796. La scelta della denominazione di 25¢, in contrasto ai 20¢ più spesso adoperati in altre parti del mondo, si origina nella pratica di dividere la moneta ispano-messicana coloniale (Real da 8) in otto segmenti a forma di cuneo (metà di un quarto). A quel tempo, i "two bits" (due spizzichi), ossia due pezzi da otto, era un soprannome comune per un quarto di dollaro ed è anche l'ispirazione della canzonetta "two bits, four bits, six bits, a dollar."

## Disegno attuale
L'attuale versione clad è fatta di rame placcato col nichel (in peso 8,33% di rivestimento in Ni con la restante parte interna di Cu), pesa 5,670 grammi (0,2000 avoirdupois oz; 0,1823 troy oz), ha un diametro di 0,955 pollici (24,26 mm), uno spessore di 1,75 millimetri (0,069 in) con il bordo indentato. A causa dell'introduzione del quarto rivestito nel 1965 venne occasionalmente deriso come "Johnson Sandwich", per dileggio verso Lyndon B. Johnson, presidente statunitense dell'epoca. Nel 2004 produrre ciascuna moneta costava 7,33 cents. Prima del 1965, ogni quarto di dollaro conteneva il 90% di argento e il 10% di rame. Nel 1992 la Zecca degli Stati Uniti riprese a produrre quarti in argento per includerli nel corredo annuale del "Silver Proof". I primi quarti (ante 1828) erano lievemente più grossi in diametro e più spessi rispetto alla moneta corrente.
Attualmente la monetazione circolante del quarto di dollaro è quella che raffigura George Washington sul fronte. Sul retro, prima del 1999 era raffigurata l'aquila americana, diventata più rara in seguito allo sviluppo del programma 50 State Quarters. Il fronte che rappresenta Washington venne disegnato da John Flanagan. Il quarto di dollaro venne inizialmente concepito come una moneta commemorativa circolante, ma poi venne dichiarata moneta a corso regolare nel 1934.

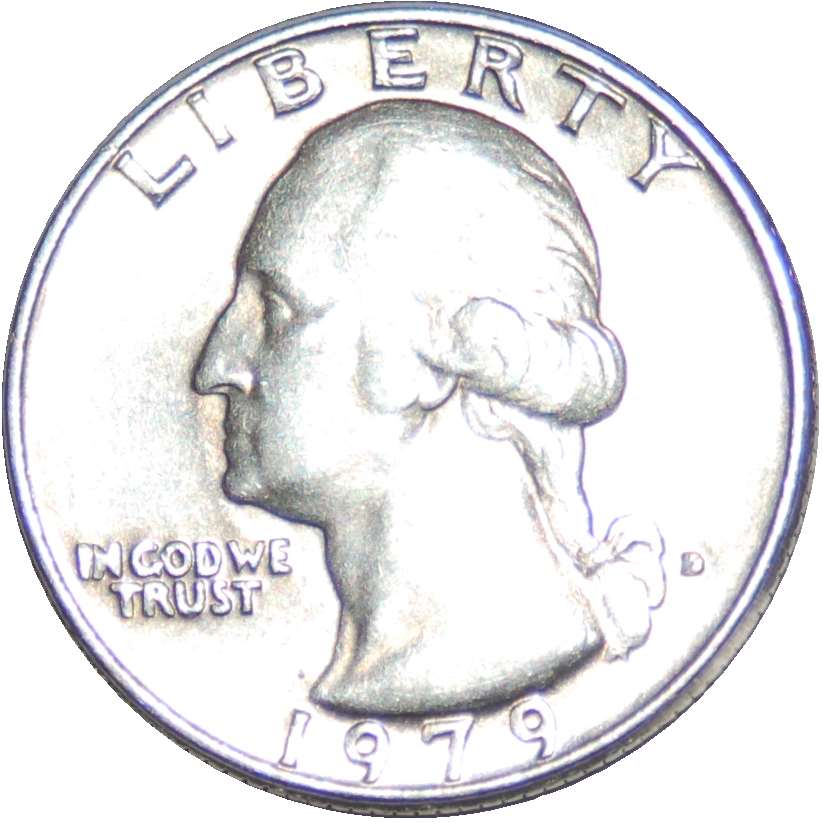
Il dritto del quarter del 1979

## Programma "American Women Quarters"
Successivamente alla chiusura della serie America the Beautiful Quarters, è partita una nuova serie di quarters che intende onorare le personalità femminili prominenti degli Stati Uniti d'America. La prima moneta è stata messa in circolazione il 3 gennaio 2022.

## Lista dei modelli
- Quarti in argento (Silver quarters)
  - Draped Bust 1796-1807
    - Draped Bust, Small Eagle 1796[4]
    - Draped Bust, Heraldic Eagle 1804–1807[5]

  - Capped Bust 1815-1838
    - Capped Bust (Taglio grande), With Motto 1815–1828[6]
    - Capped Bust (Taglio piccolo), No Motto 1831–1838[7]

  - Seated Liberty 1838-1891
    - Seated Liberty, No Motto 1838–1865[8]
    - Seated Liberty, With Motto 1866–1891[9]

  - Barber 1892–1916[10]
  - Standing Liberty 1916-1930[11]
    - Standing Liberty (Tipo 1) 1916–1917
    - Standing Liberty (Tipo 2) 1917–1930

  - Washington Quarter 1932–1964, 1992–1998 (Solo Proof)[12]
    - Washington Bicentennial 1975–1976 (tutte datate 1776-1976) (40% Argento-placcata Proof, non circolate)
    - Washington statehood 1999–2008 (Solo Proof)
    - Washington District of Columbia and U.S. territories 2009 (Solo proof)
- Quarti in rame-nichel (Copper-nickel quarters)
  - Washington Quarter 1965–1974, 1977–1998
    - Washington Bicentennial 1975–1976 (tutte datate 1776-1976).
    - Washington Statehood 1999–2008
    - Washington District of Columbia and U.S. territories 2009
    - Washington America the Beautiful Quarters 2010-2021

## Serie in argento
I quarter in argento pesano 6,25 grammi e sono composti di una lega al 90% di argento, e 10% di rame, con un peso totale di argento pari a 0,18084 once di argento puro. Sono stati coniati dal 1932 fino al 1964.
I quarter d'argento "Denver Mint" (zecca di Denver), del 1935, 1936 e 1940 come molte altre nella serie, hanno una valutazione numismatica considerevolmente superiore rispetto ad altre monete. Questo non a causa della loro coniazione, ma piuttosto perché sono difficili da trovare in leghe con elevata concentrazioni di argento (high silver grade). Molte di queste monete di basso grado valgono soltanto il loro valore di fusione. Altre monete nella lista qui sopra sono piuttosto costose per il fatto di essere state coniate in piccole quantità, come le emissioni di Denver e di San Francisco del 1932.

## Serie con rivestimento in rame-nichel (copper-nickel clad)
La serie dei "Washington Quarters" in rame, rivestita da nichel iniziò ad essere coniata nel 1965, e come parte della transizione le zecche di Denver e di San Francisco dal 1965 al 1967 non stamparono i loro marchi di zecca (mint marks) in nessuna denominazione. Il passaggio dai quarter di argento a quelli in rame rivestiti di nichel si rese necessario perché il governo federale stava perdendo denaro dal momento che (per la svalutazione dovuta alla Guerra del Vietnam) il valore in argento delle monete U.S.A. cominciava a superare il loro valore facciale  e spesso venivano fuse da alcuni individui per profitto. Per i primi tre anni della produzione delle monete rivestite in nichel, invece dei "proof sets", venivano venduti set campione speciali  come "Special Mint Sets", coniati nella zecca di San Francisco nel 1965, 1966, e 1967 (Le versioni a cameo profondamente inciso ("Deep Cameo") di queste monete spettacolari sono molto valutate a causa della loro rarità).
Attualmente, esistono pochi esempi nella serie rivestita che siano valutate allo stesso modo della serie in argento, ma esistono alcune coniazioni in date straordinarie o varianti. Le versioni "Deep Cameo" dei campioni  dal 1965 al 1971 e del 1981 Type Two sono altamente valutate a causa della loro scarsità, esempi ad alta gradazione di alcuni quarter di alcuni anni degli anni ottanta (come 1981-1986) a causa della loro scarsità in alti gradi dovuta alla alta circolazione e nel 1982 e 1983 nessun set di conio venne prodotto rendendo ancora più difficile trovare esemplari "mint state" (fior di conio), e qualsiasi quarter del 1981-1994 di gradazione  MS67 ha un valore superiore ai 1.000 dollari.